# Сали-дю-Салат
Сали́-дю-Сала́т (фр. Salies-du-Salat, окс. Salias de Salat) — коммуна во Франции, находится в регионе Юг — Пиренеи. Департамент — Верхняя Гаронна. Административный центр кантона Сали-дю-Салат. Округ коммуны — Сен-Годенс.
Код INSEE коммуны — 31523.

## География

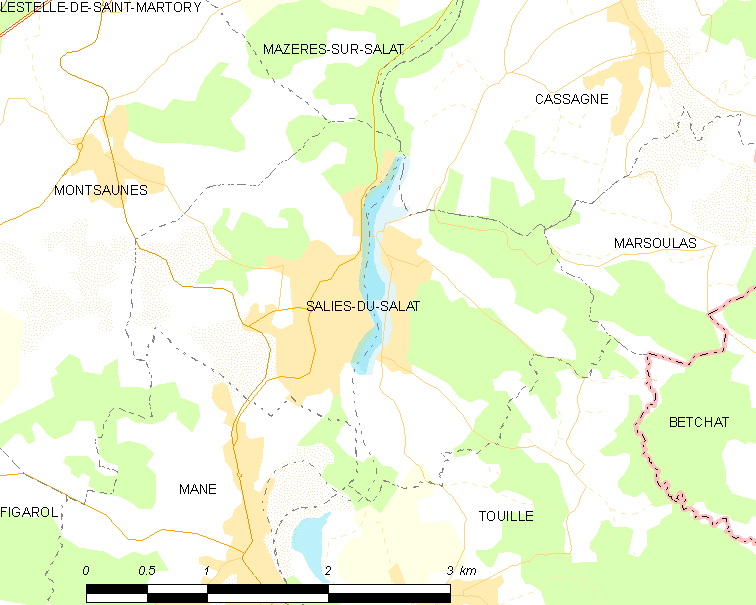
Карта коммуны

Коммуна расположена приблизительно в 650 км к югу от Парижа, в 70 км к юго-западу от Тулузы.
По территории коммуны протекает река Салат.

## Климат
Климат умеренно-океанический. Зима мягкая и снежная, весна характеризуется сильными дождями и грозами, лето сухое и жаркое, осень солнечная. Преобладают сильные юго-восточные и северо-западные ветры.

## Население
Население коммуны на 2010 год составляло 1998 человек.
| 1962 | 1968 | 1975 | 1982 | 1990 | 1999 | 2010 |
| ---- | ---- | ---- | ---- | ---- | ---- | ---- |
| 1759 | 1975 | 2191 | 2154 | 2074 | 1946 | 1998 |

## Администрация
| Период | Период | Фамилия        | Партия                  | Примечания |
| ------ | ------ | -------------- | ----------------------- | ---------- |
| 1977   | 2014   | Жак Паван      | Социалистическая партия | пенсионер  |
| 2014   | 2020   | Жан-Пьер Дюпра | Разные левые            | пенсионер  |

## Экономика
В 2010 году среди 1139 человек трудоспособного возраста (15—64 лет) 734 были экономически активными, 405 — неактивными (показатель активности — 64,4 %, в 1999 году было 62,5 %). Из 734 активных жителей работали 614 человек (340 мужчин и 274 женщины), безработных было 120 (46 мужчин и 74 женщины). Среди 405 неактивных 64 человека были учениками или студентами, 129 — пенсионерами, 212 были неактивными по другим причинам.

## Достопримечательности
- Руины церкви Нотр-Дам (XIV век). Исторический памятник с 1925 года[4]
- Древнеримские термы
- Новые термы
- Руины донжона

## Фотогалерея

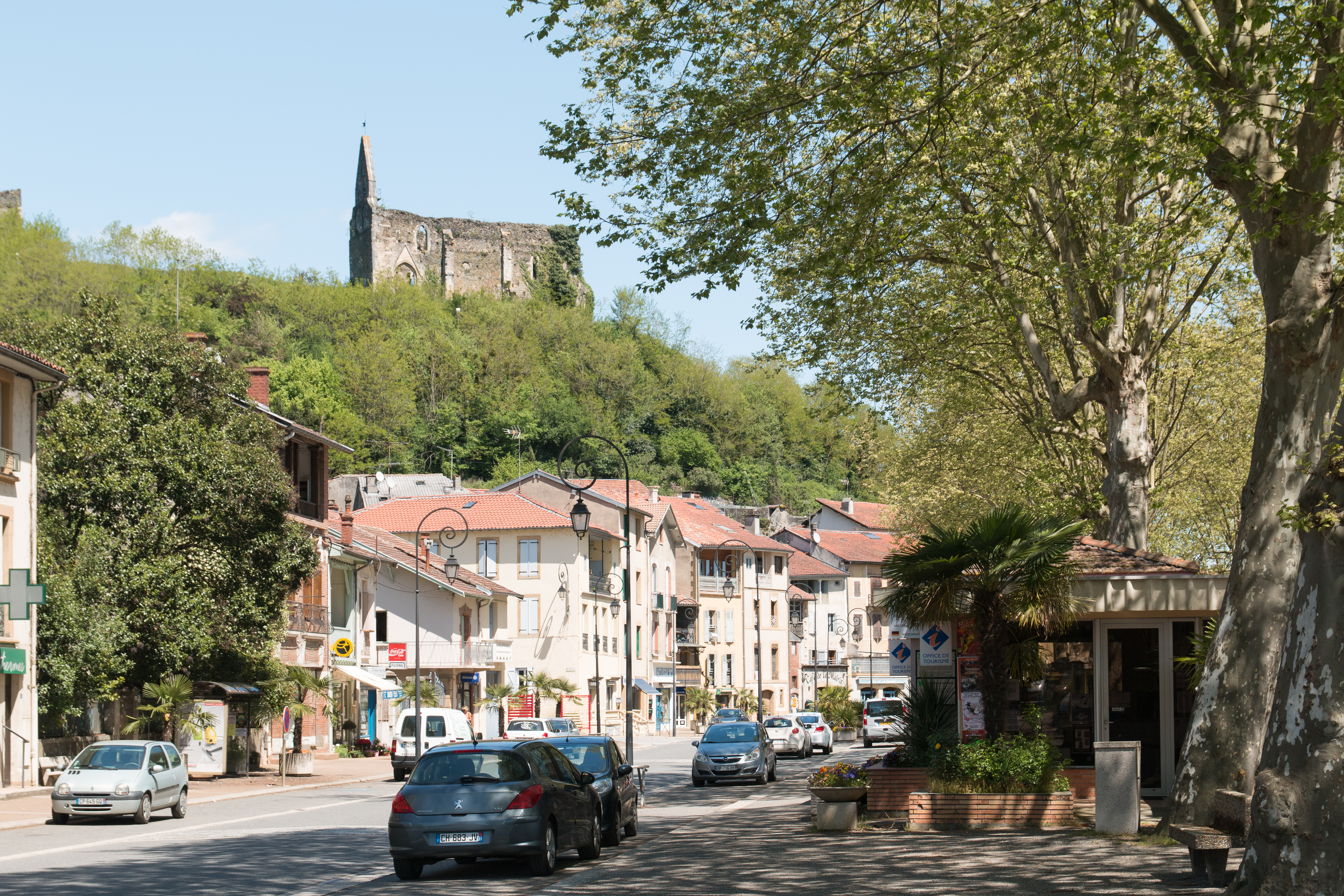
Сали-дю-Салат
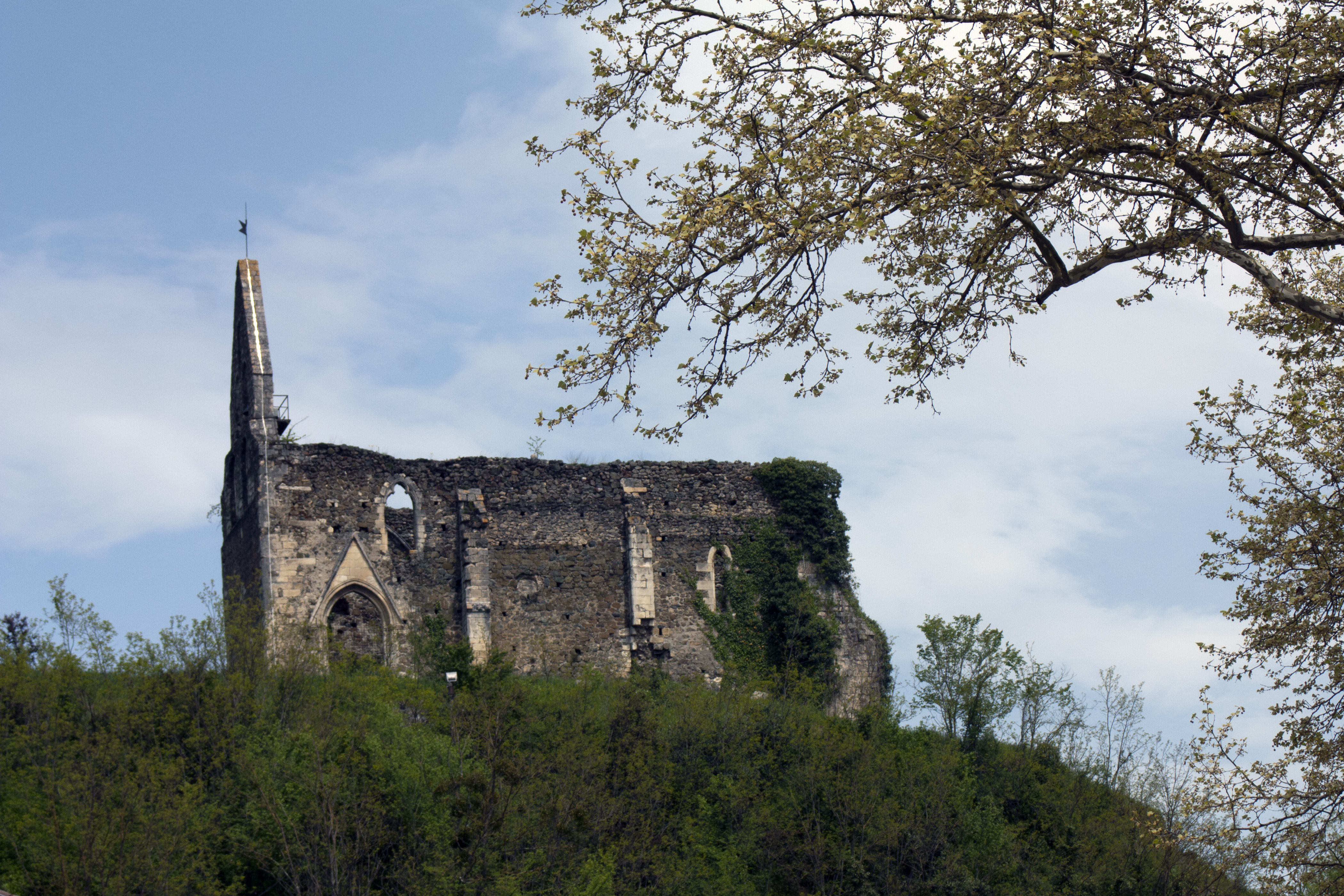
Руины церкви Нотр-Дам
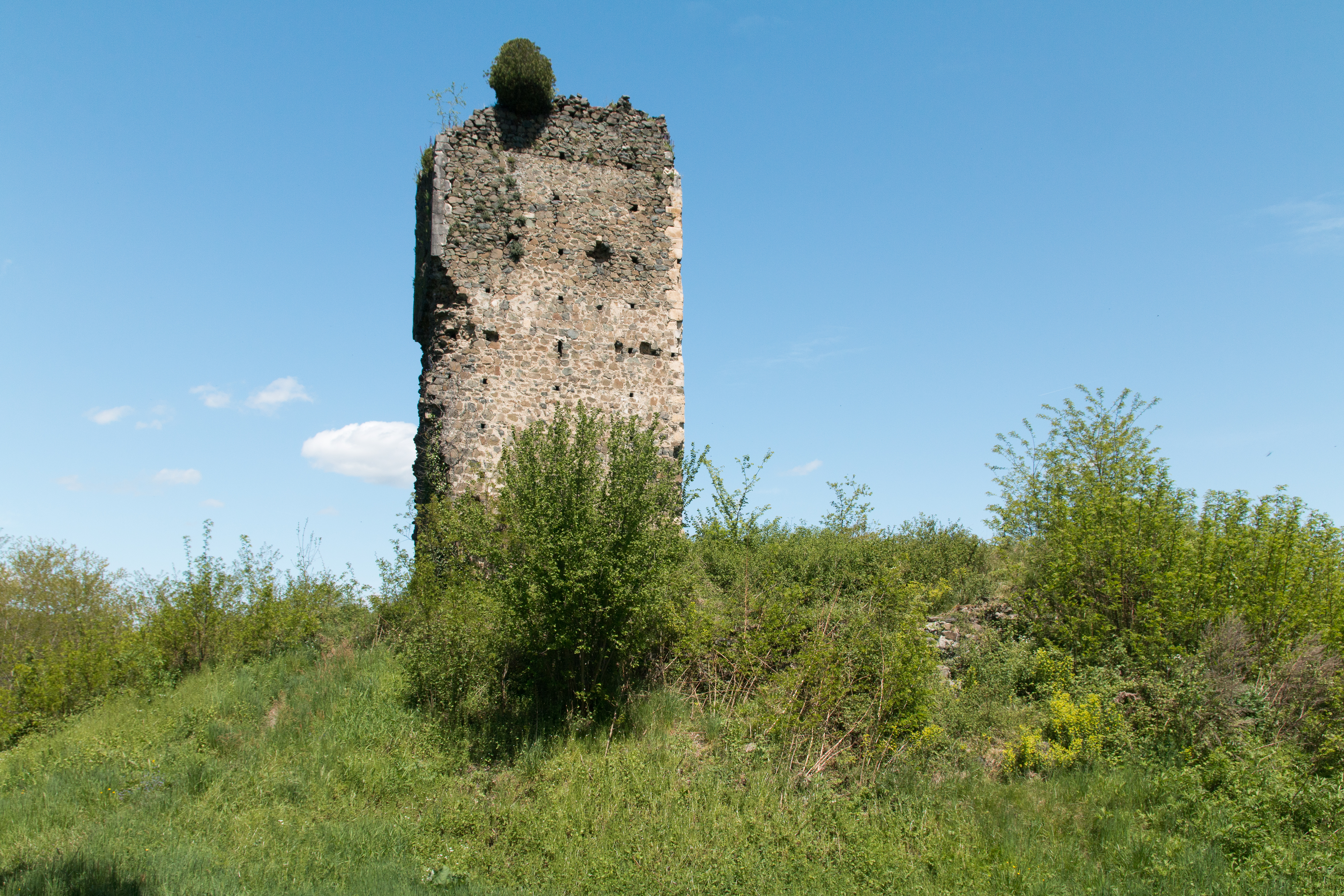
Руины донжона
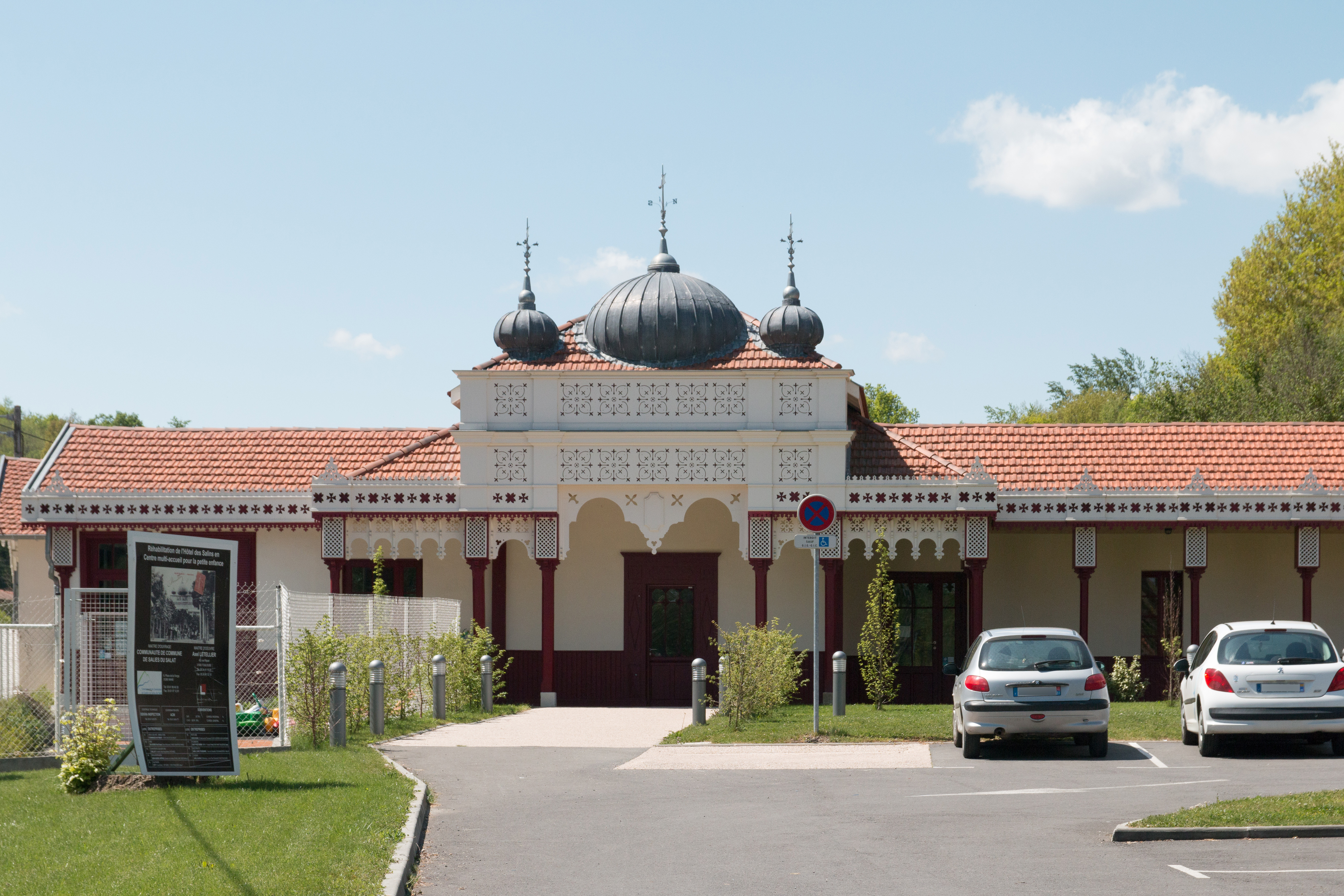
Отель Сален
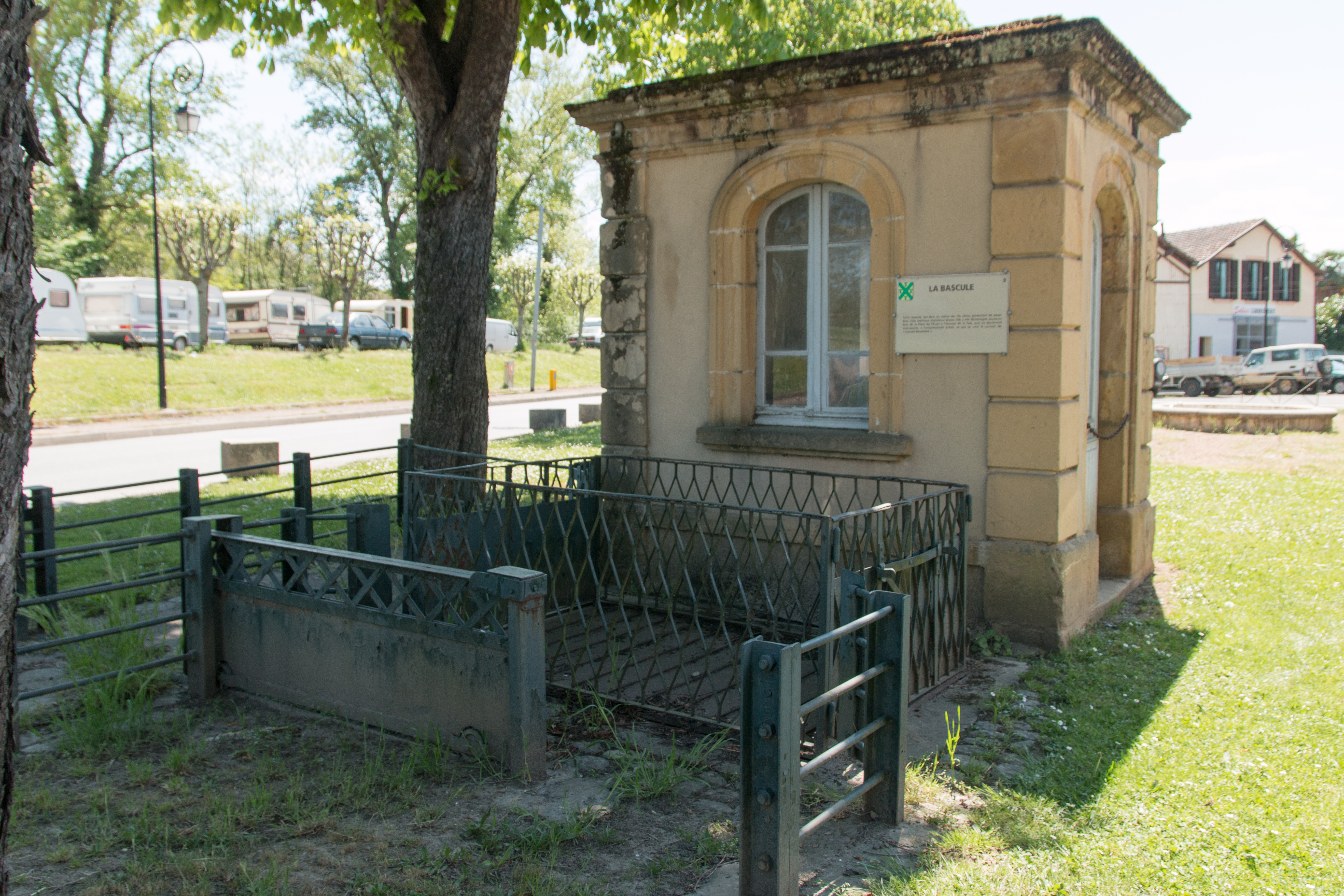
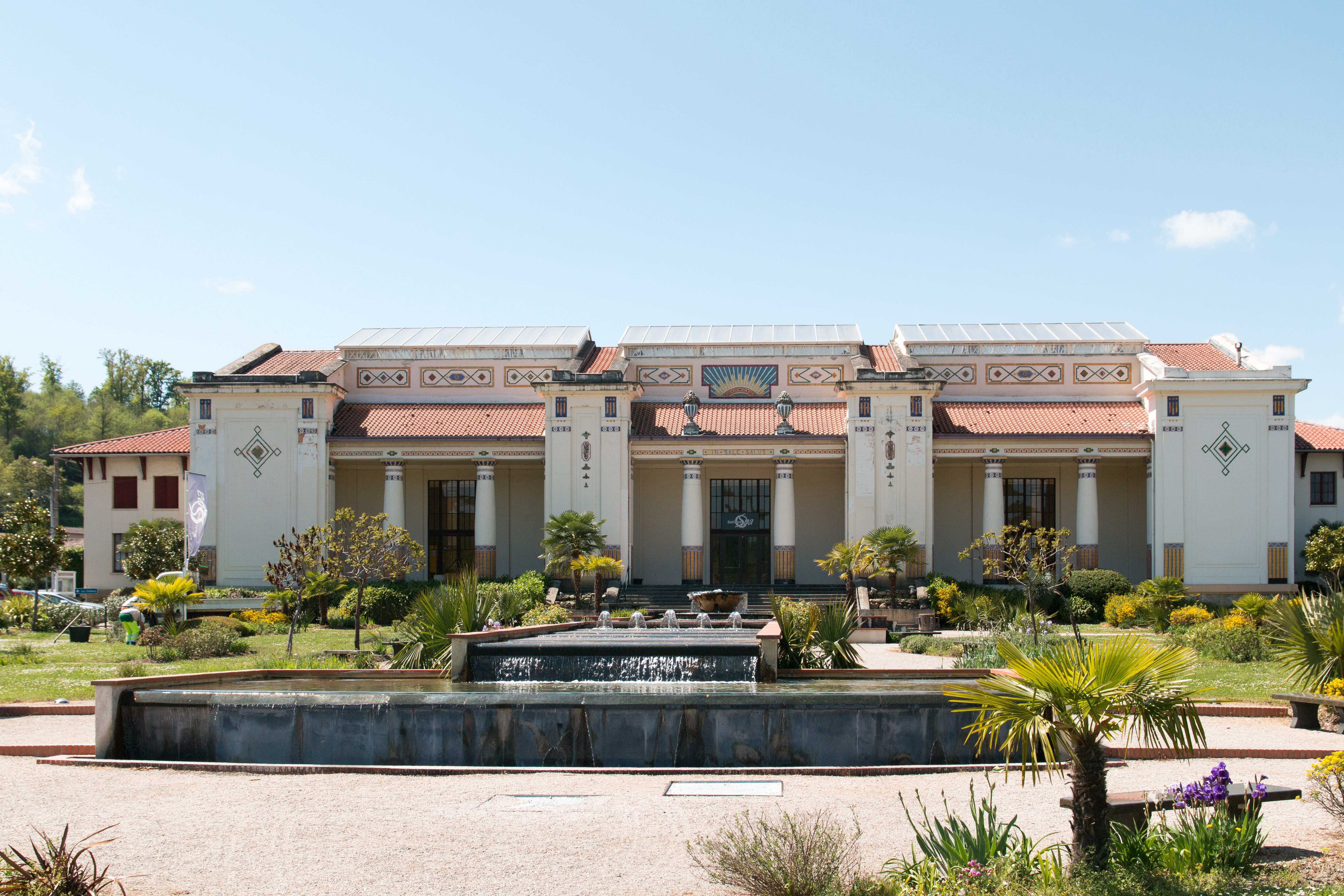
Новые термы